# 1分人民币硬币
人民币1分硬币，首次发行于1957年12月1日，只发行过一个版本，目前少见但仍可流通。

## 简介
1分硬币正面图案为繁体字“中华人民共和国”和中华人民共和国国徽图案，背面为阿拉伯数字“1”、“壹分”字样、麦穗和铸造年份，边缘间断丝齿。
1分硬币属第二套人民币，是中华人民共和国成立后最早发行的硬币之一，1955年由沈阳造币厂开始试制，1957年12月1日正式发行。硬币图案设计工作由中国人民银行总行印制管理局直接组织，中央美术学院周令钊教授等主持。图案模仿苏联卢布硬币样式，但同时又融入中国民族传统艺术特色。在多年的生产过程中，铝制分币合金材质经反复研究试验，先后四次变更，从最早的铝铜合金演变为现行的铝镁合金材质。
目前1分硬币在市面上已经罕见，大多已成为民间收藏品，但仍属法定流通货币，且有新铸币流入市场，通常只用于银行结息、外幣匯兌及商品计价（现金购物时通常取整至角）。最近一批新铸币为2018年发行。

## 未发行的版本
文化大革命期间，中国人民银行曾于1969年和1975年试铸了少量新版1分、2分和5分硬币样币。几套硬币均带有鲜明的时代烙印，现已十分罕见。
未发行的各版本1分硬币特征如下：
- 1969年第一版：直径21mm，铝质，正面为毛泽东在红军时期戴八角帽的半身像，上方环绕书写“伟大的导师 伟大的领袖 伟大的统帅 伟大的舵手”字样，下方镌刻“毛主席万岁”字样；背面主图案为遵义会议会址，上方为国号“中华人民共和国”，下方为铸造年份“1969”和面值“1分”；光边无铭文；
- 1969年第二版：铝质，边缘未打齿，正面与1957年开始发行的分币类似，为简体仿宋体国号“中华人民共和国”和国徽，惟在国徽下方增加了铸造年份“1969”；背面为湖南湘潭毛泽东故居和“1分”面值字样，光边上铸有五角星；
- 1969年第三版：直径21mm，铝质光边，正面图案为毛泽东晚年时期标准像、“四个伟大”文字和“毛主席万岁”文字；背面图案为航行在海上的军舰和写有林彪题词“大海航行靠舵手”字样的旗帜，上书“中华人民共和国”国号，下铸年份“1969”和面值“1分”；
- 1975年第一版：铝质，正面图案与1957年开始发行的分币类似，为简体宋体国号“中华人民共和国”和国徽，惟在国徽下方增加了铸造年份“1975”；背面为水力发电站和稻穗，稻穗中插入阿拉伯数字“1”，图案中间有“壹分”字样；
- 1975年第二版：直径17mm，铝质齿边，正面图案为天安门，图案上方为仿宋体“中华人民共和国”国号，下方是铸造年份“1975”麦穗齿轮图；背面图案为少年儿童为树木浇水，并有面值“1分”及其汉语拼音。